# حديقة تيد الوطنية
تقع حديقة تيد الوطنية في جزيرة تنريفي في جزر الكناري في إسبانيا وتشغل الجزء العلوي منها. تغطي 18990 هكتارًا وتشمل قمة جبل تيد بارتفاع 3718 متر فوق مستوى سطح البحر و7000 متر فوق قاع المحيط. أُعلنت في 22 يناير عام 1954 بوصفها حديقة وطنية. هي أكبر وأقدم الحدائق الوطنية في جزر الكناري وثالث أقدم واحدة في إسبانيا. لهذه الحديقة أهمية كبيرة في توفير الأدلة حول النظم الجيولوجية التي تدعم تطور الجزر المحيطية. في 29 يونيو 2007، تم إدراجها في مواقع التراث العالمي التابعة لليونيسكو، وفي العام ذاته، ثم اعتبارها واحدة من اثني عشر كنزًا في إسبانيا. ووبإدراجها تكتمل مجموعة الملكيات البركانية المدرجة على قائمة التراث العالمي، كحديقة هاواي البركانية العامة الوطنية. يصل عدد زوارها تقريبًا أربعة ملايين سائح سنويًا. وللموقع تأثير بصري هائل يعود إلى الشروط الجوية التي تنتج تموجات متواصلة في تربة وألوان المشهد الطبيعي، وبحرًا من الغيوم يترك انطباعاً بصرياً لافتًا.

## معرض الصور

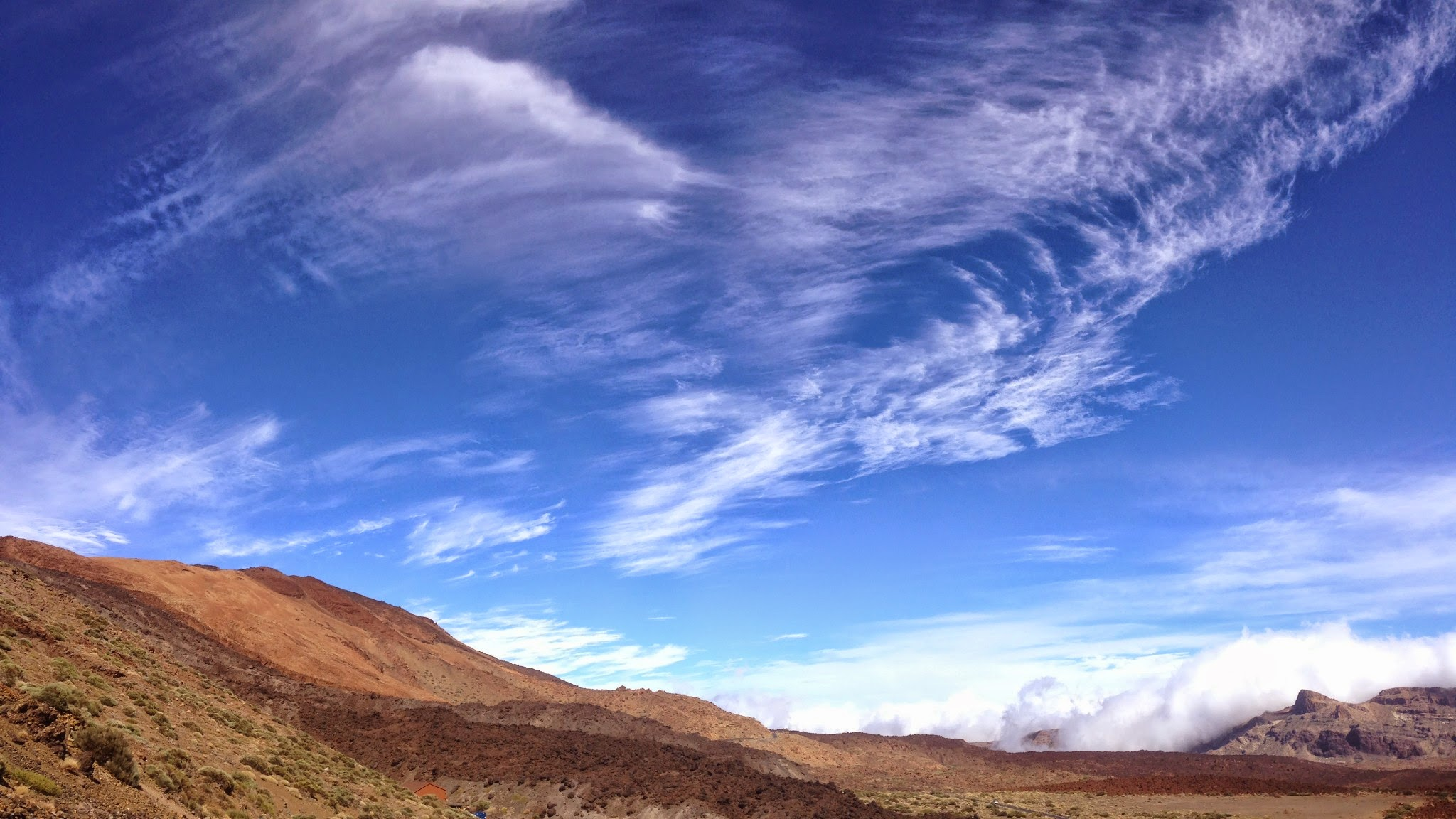
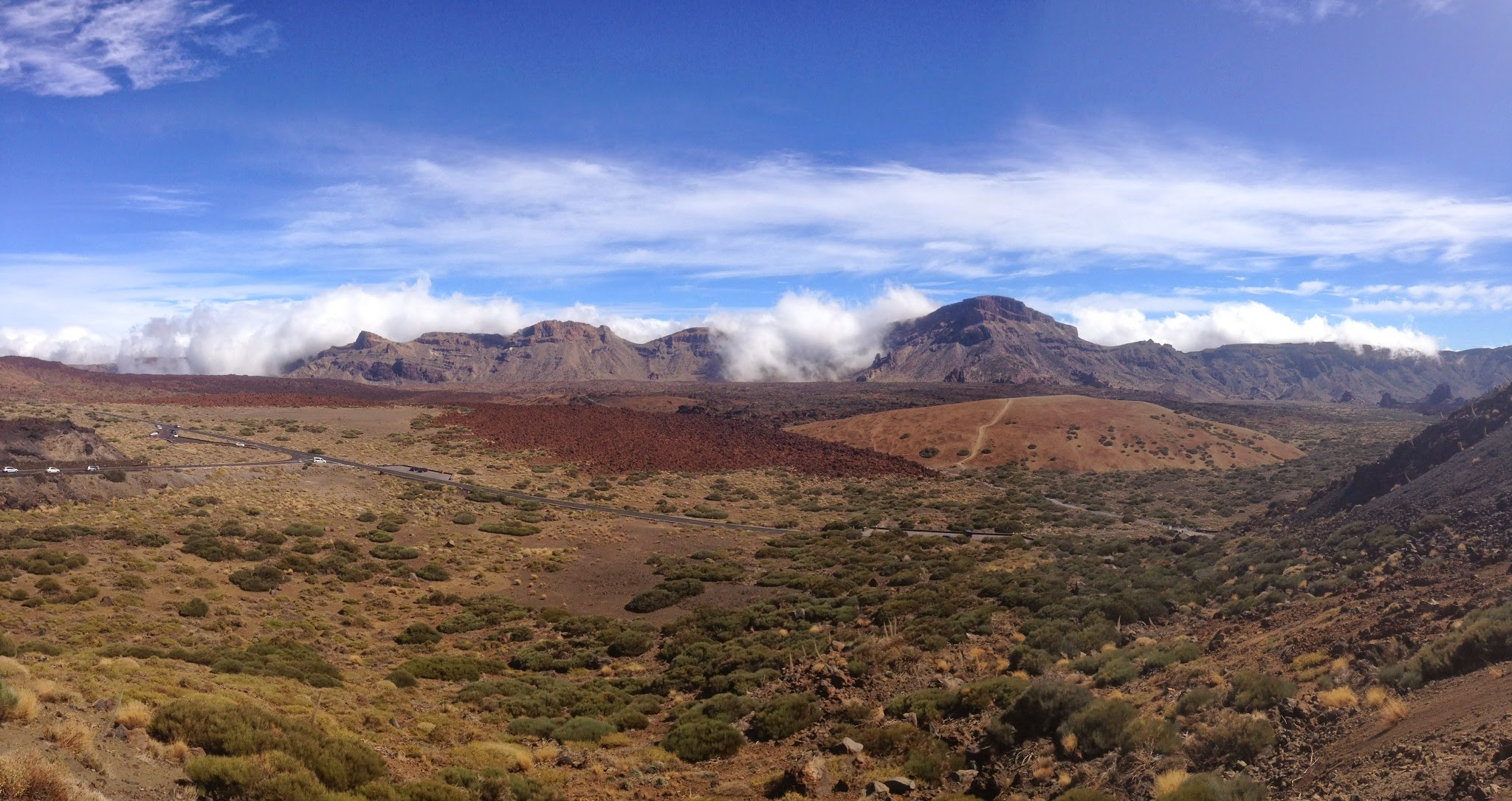
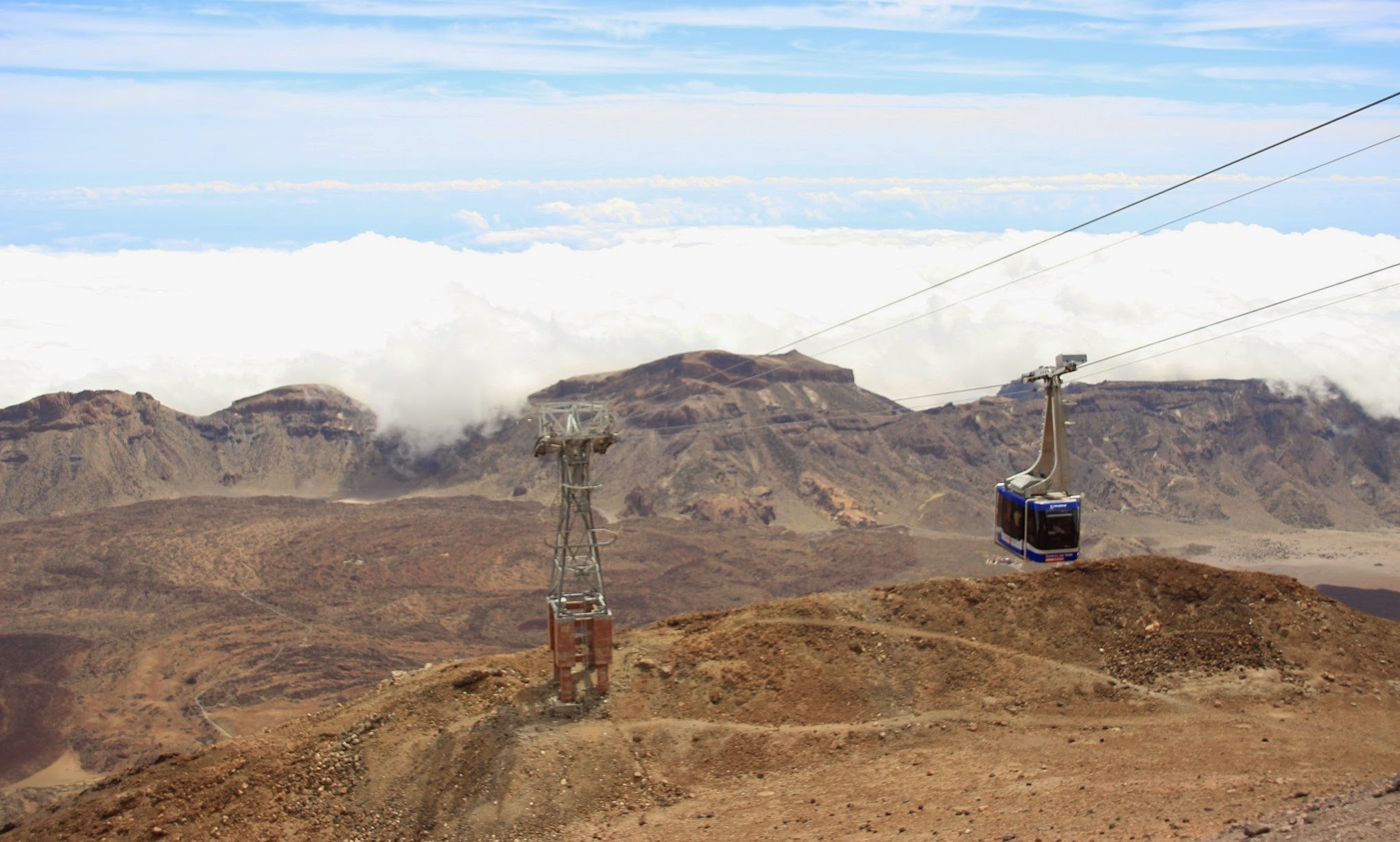
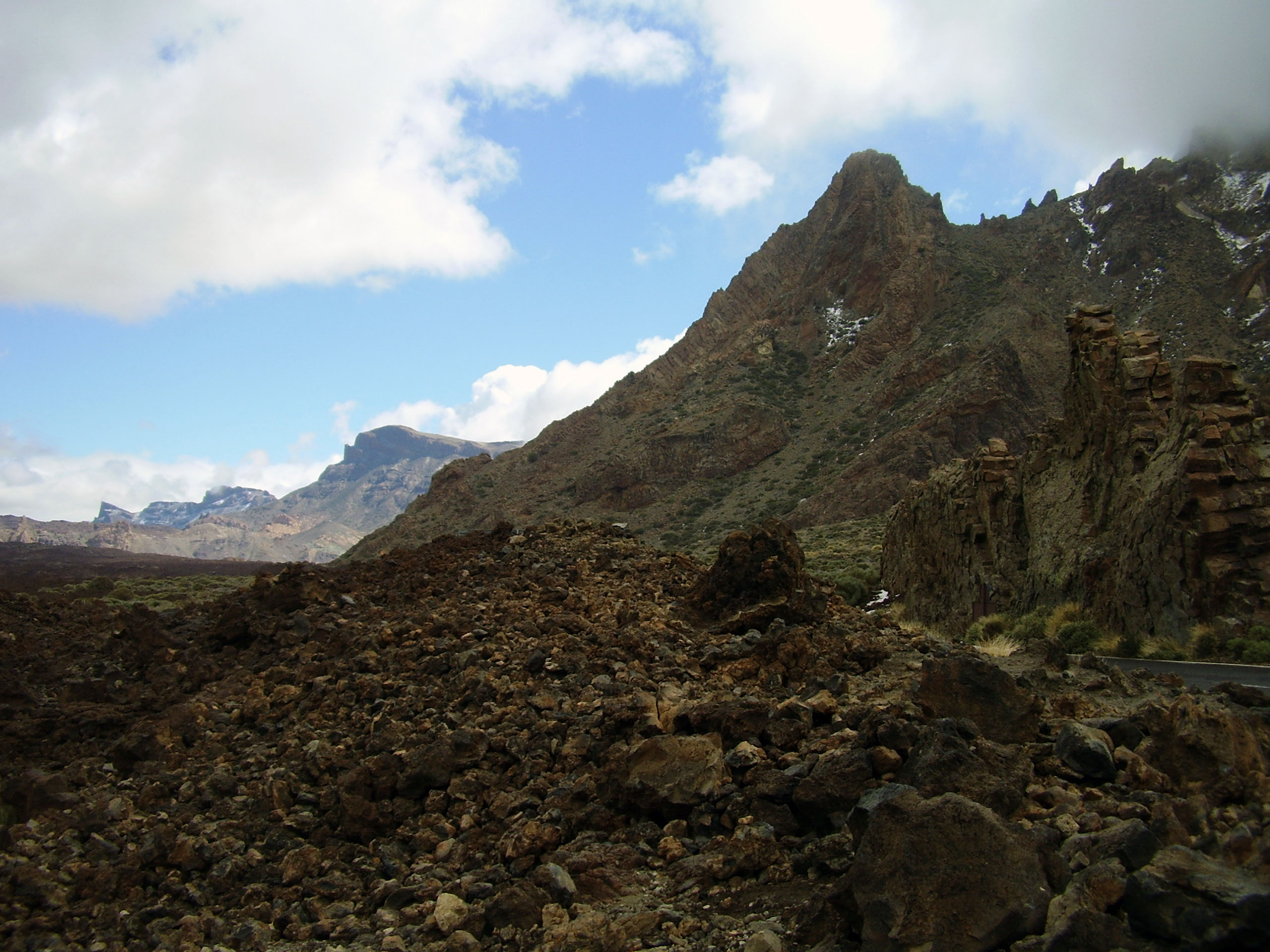
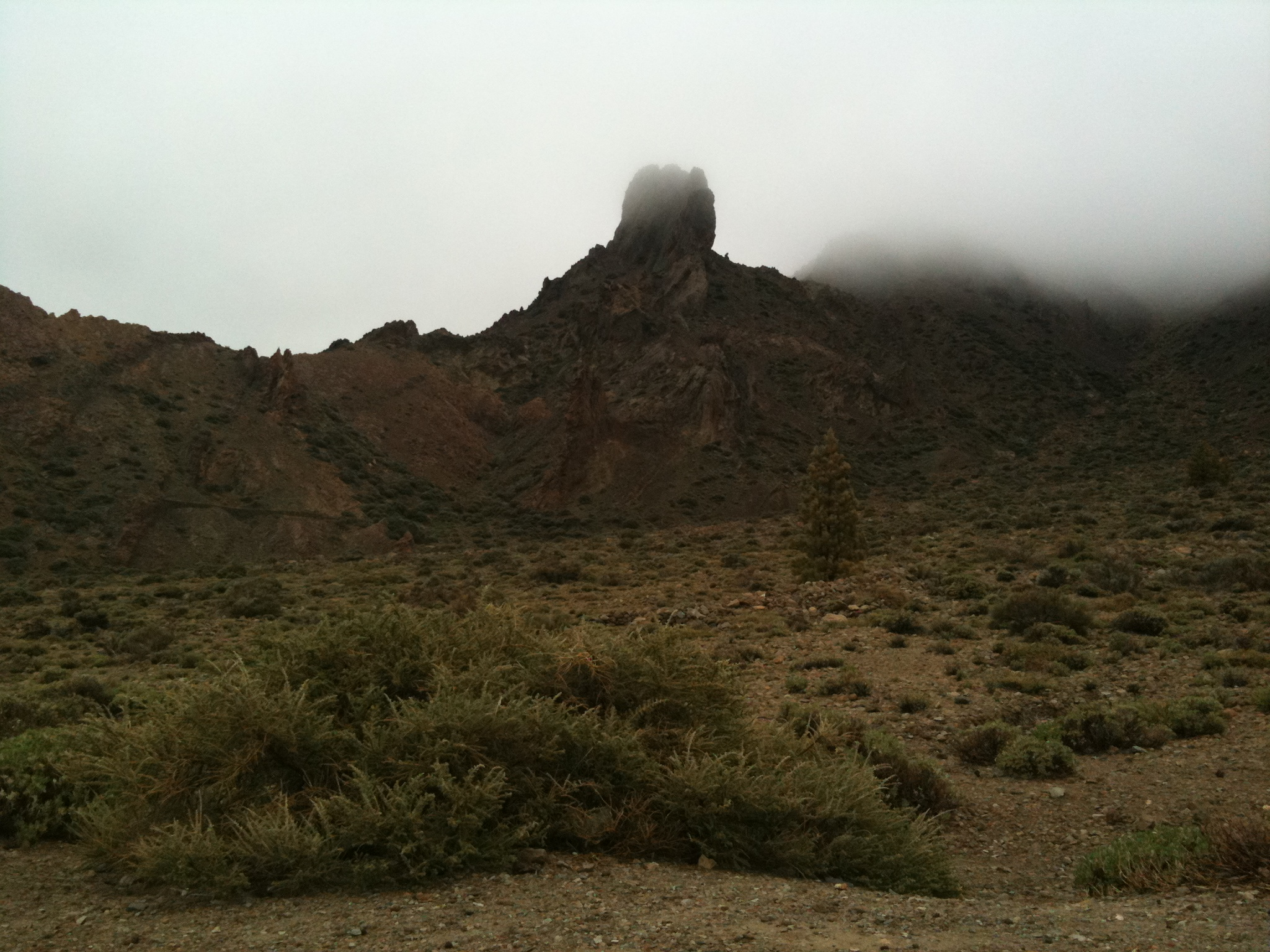
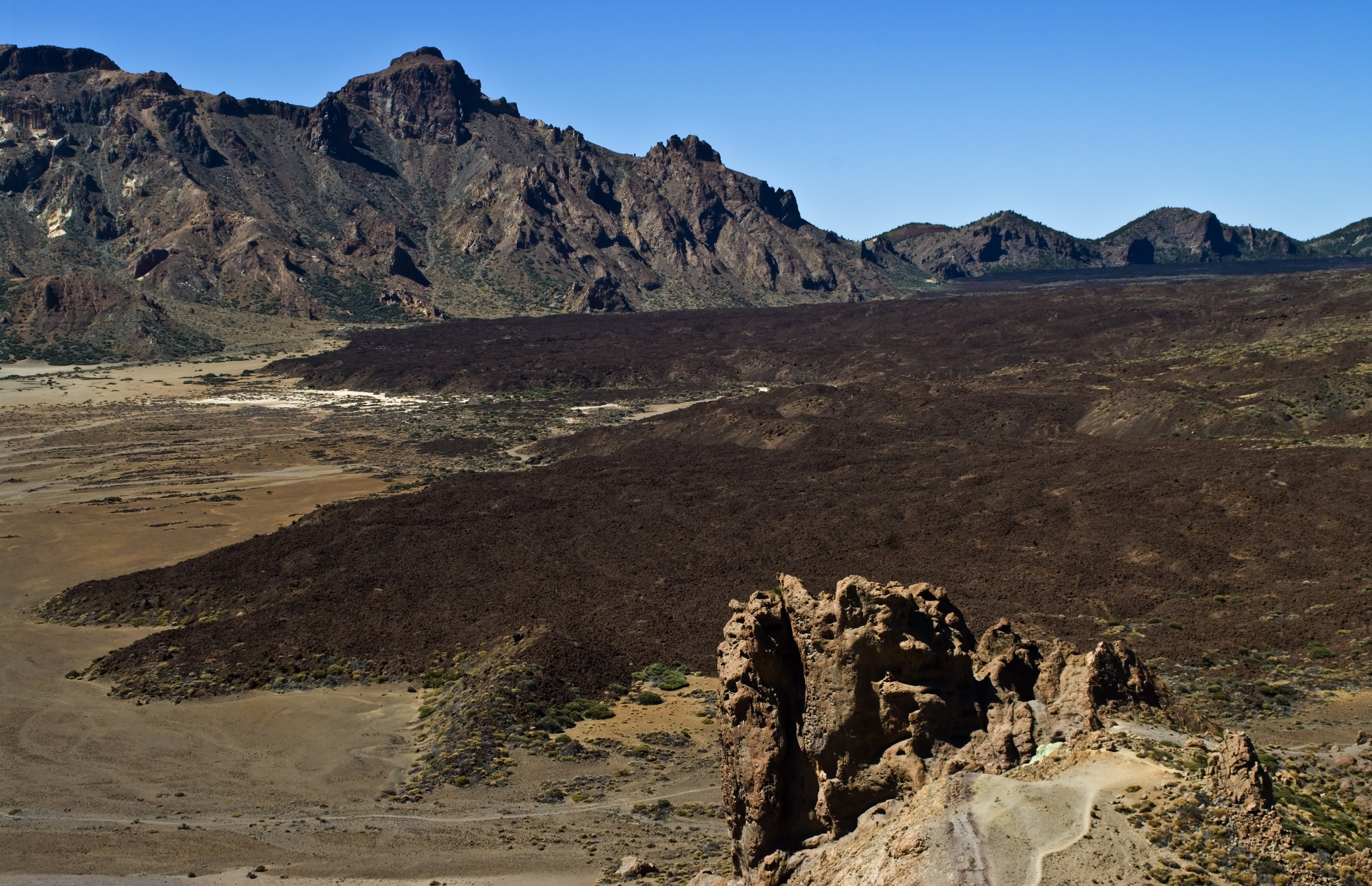
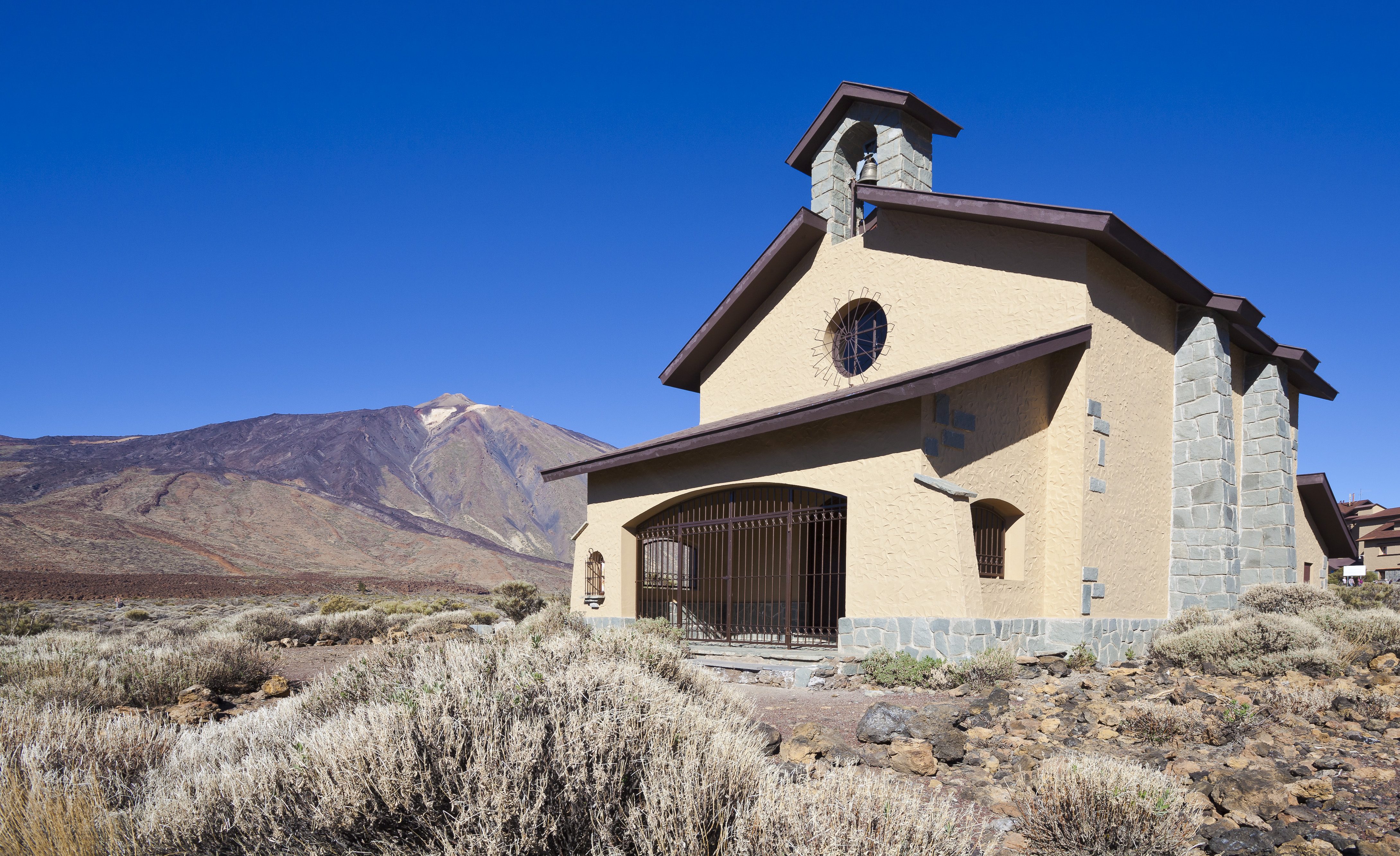
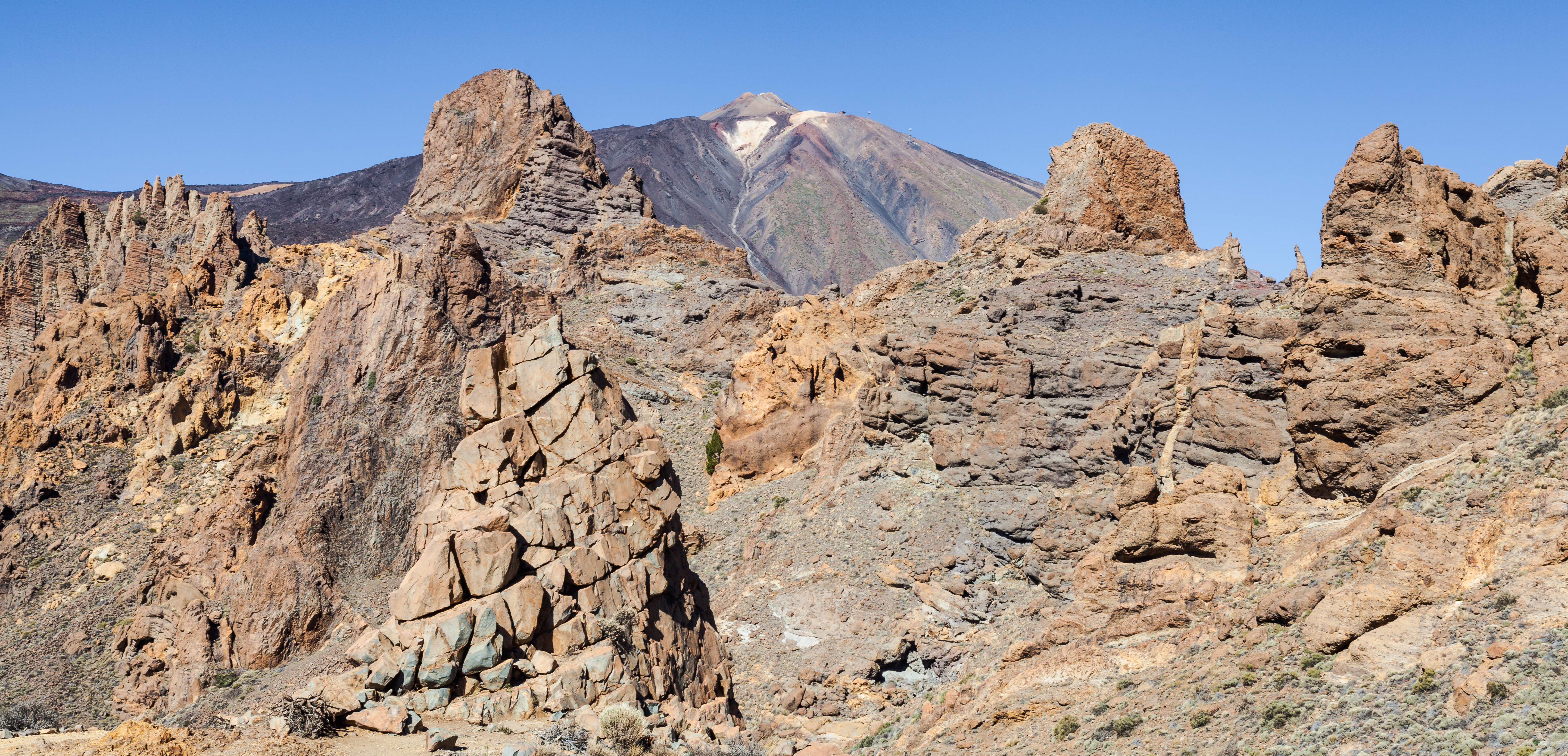
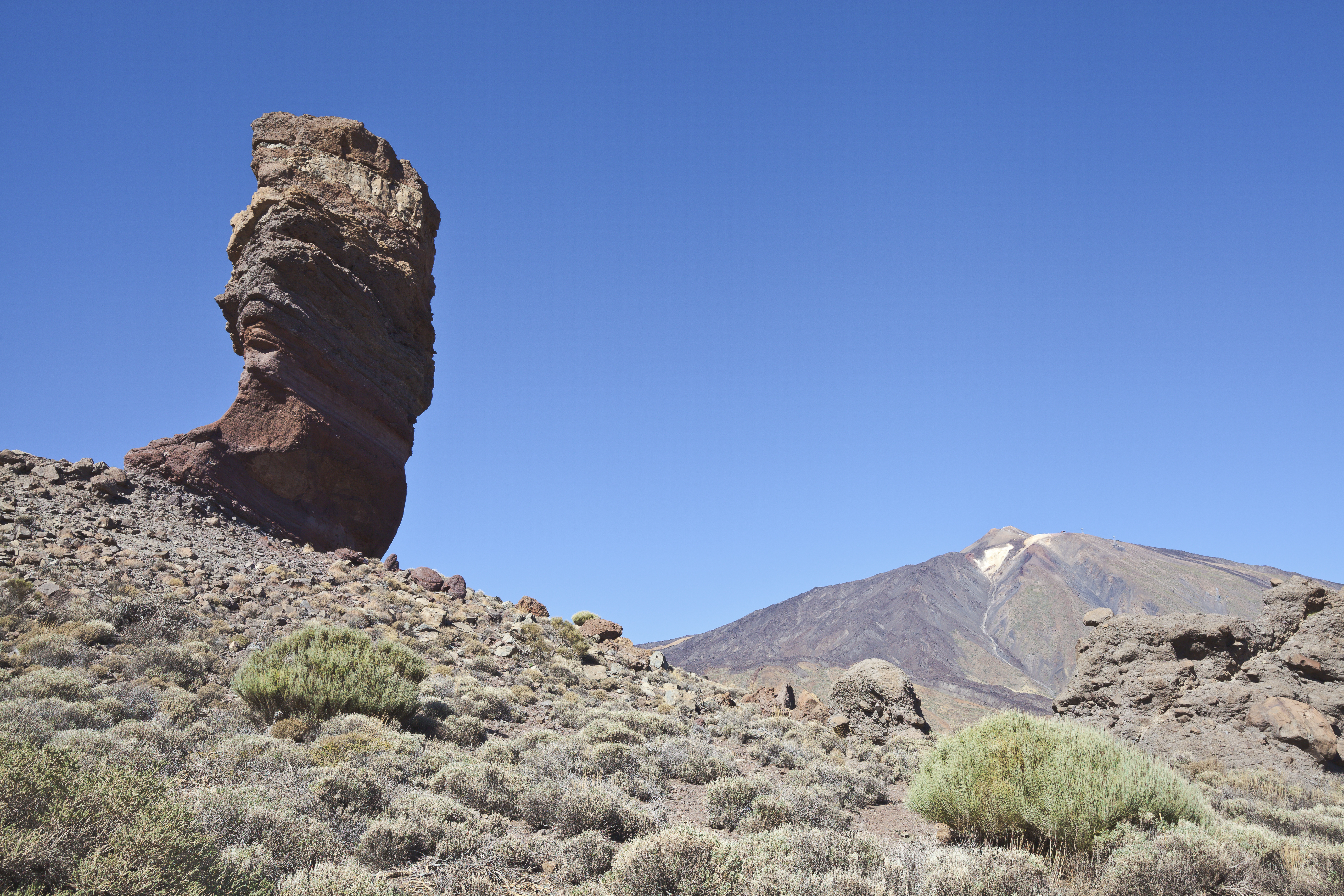
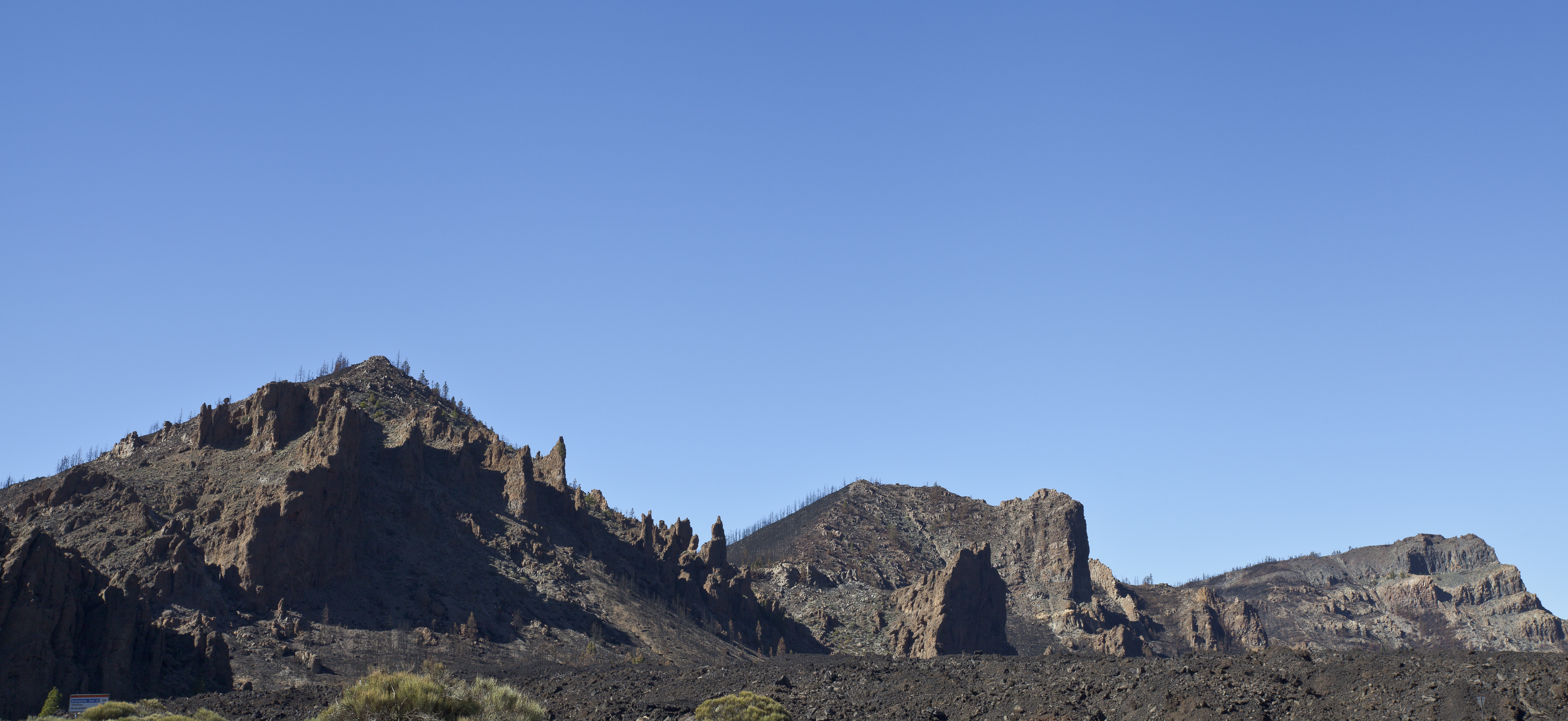
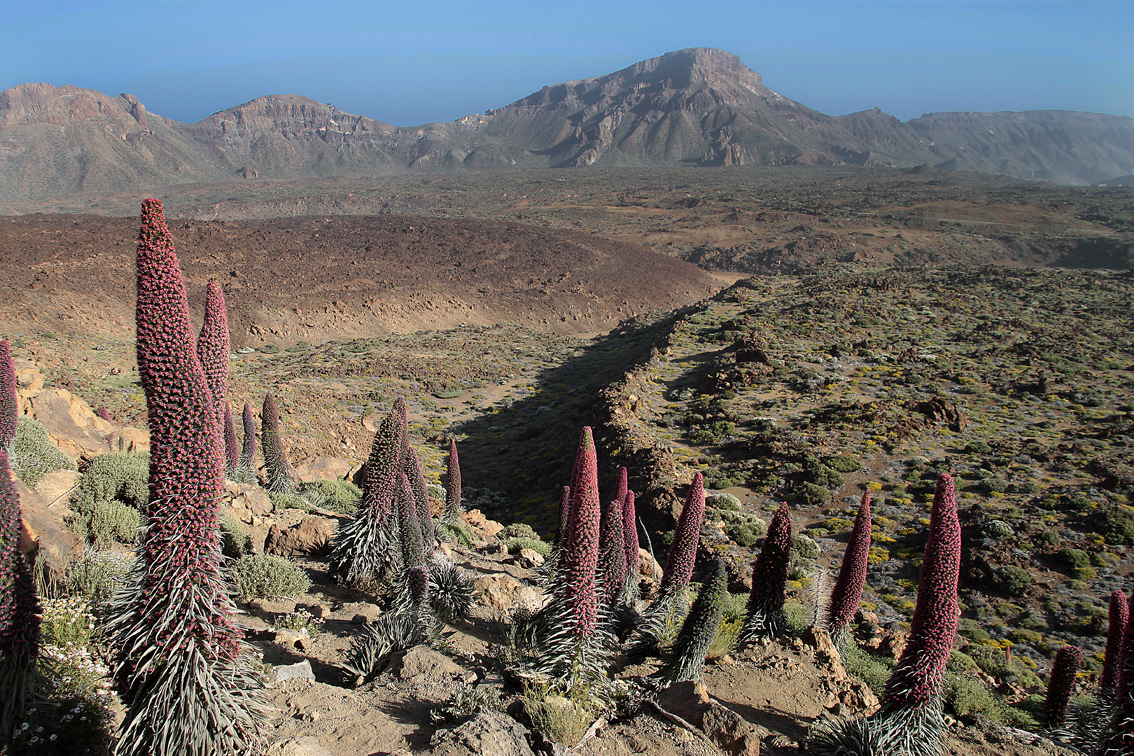
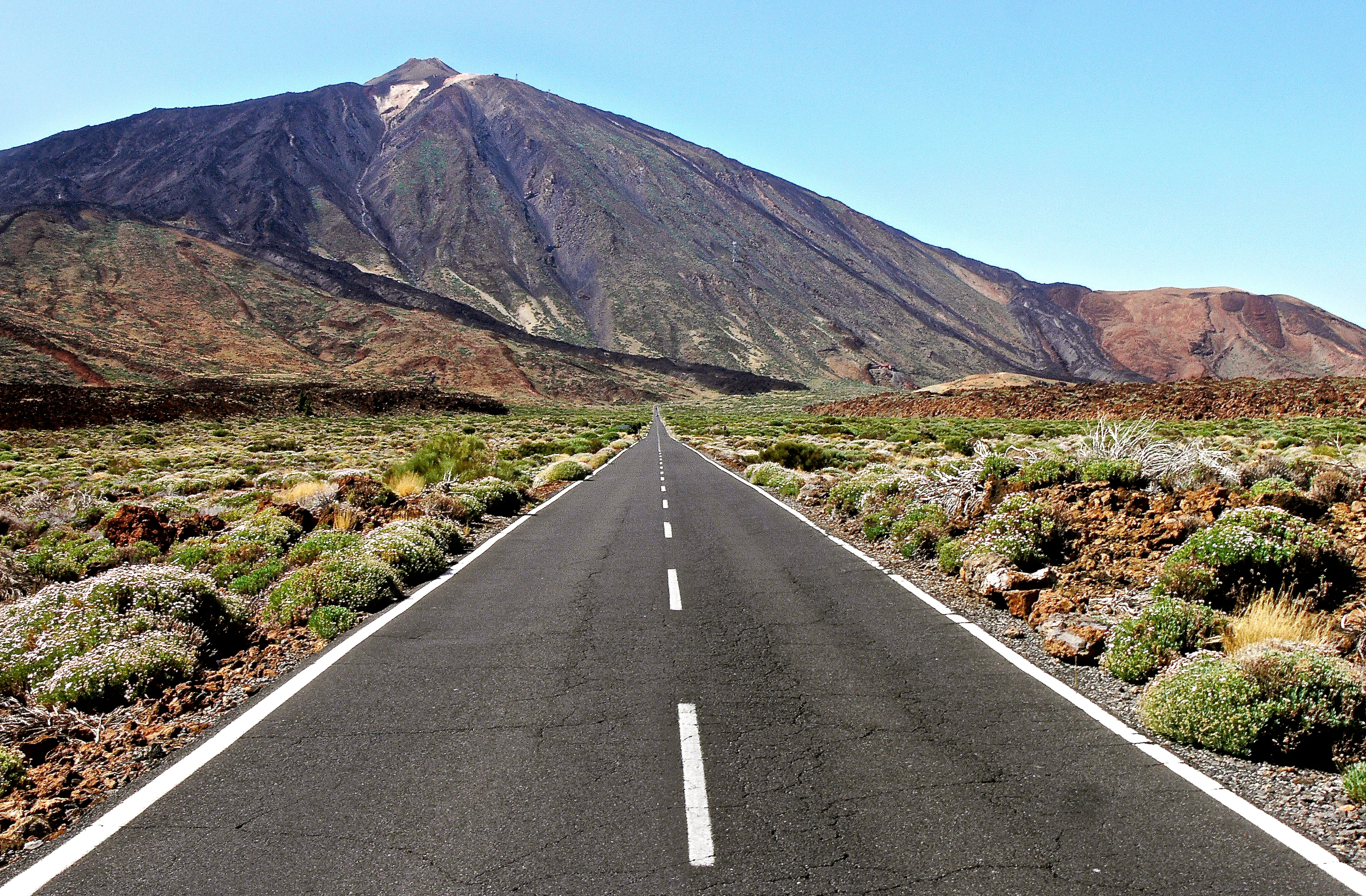
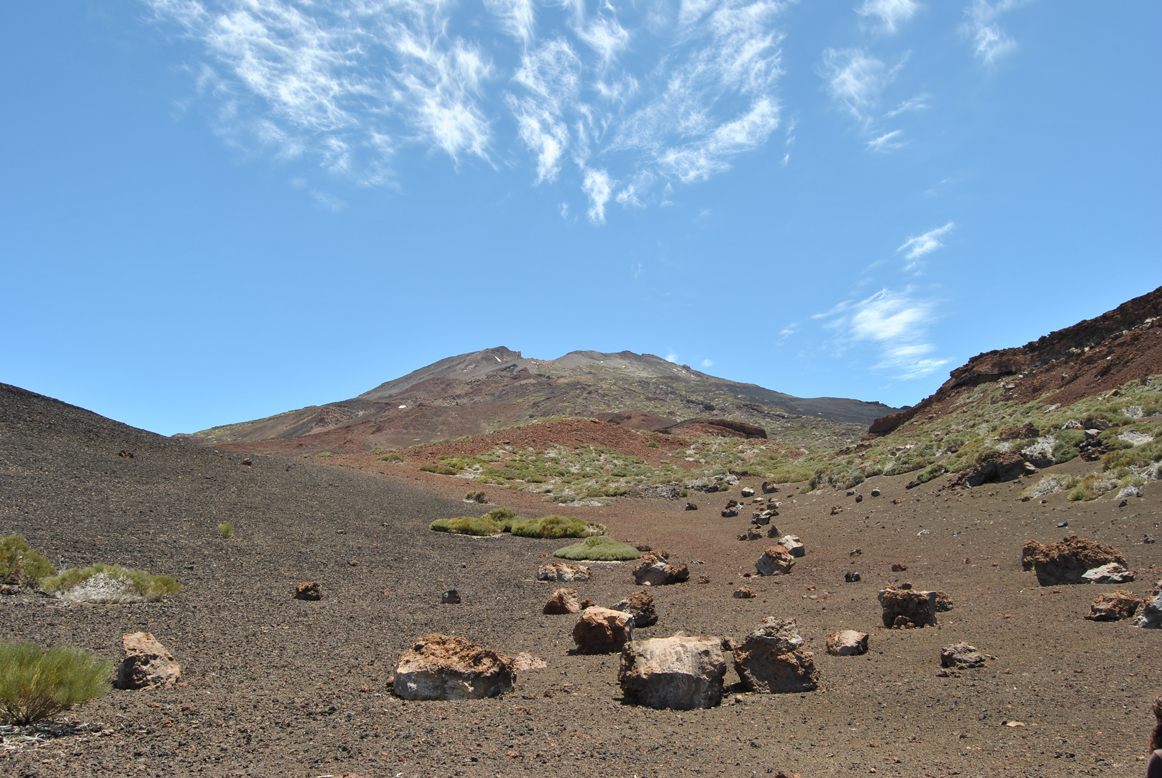
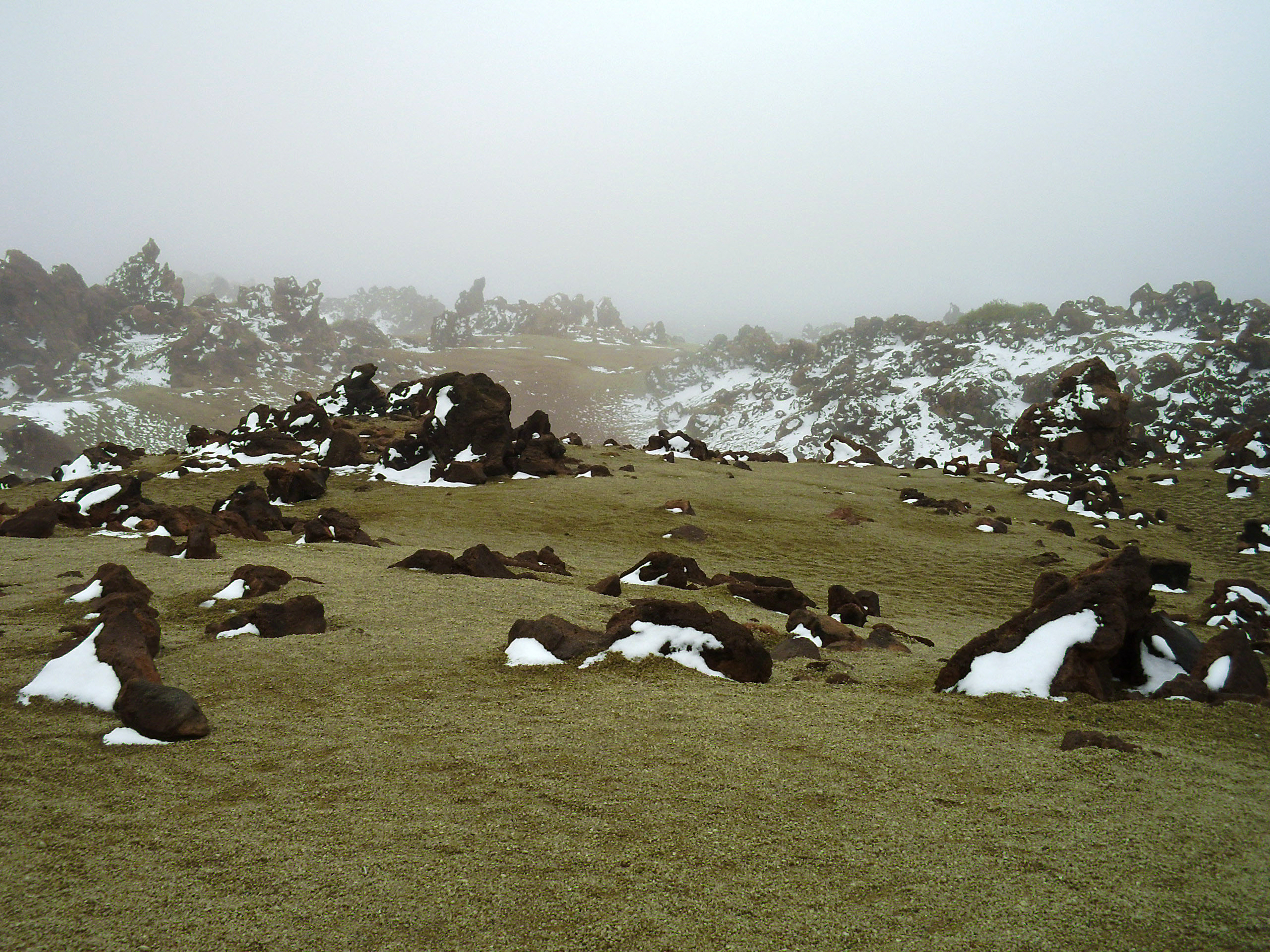
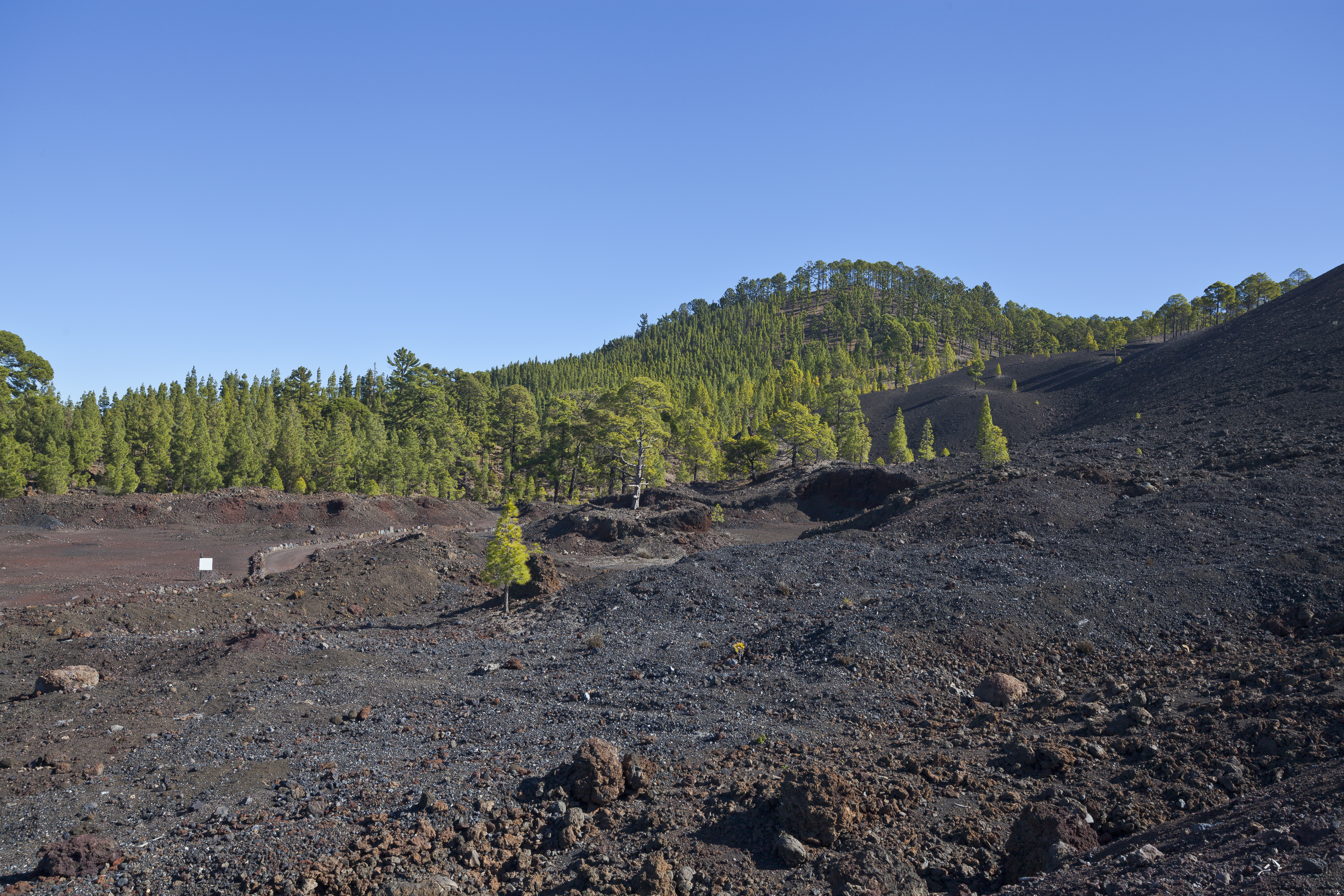
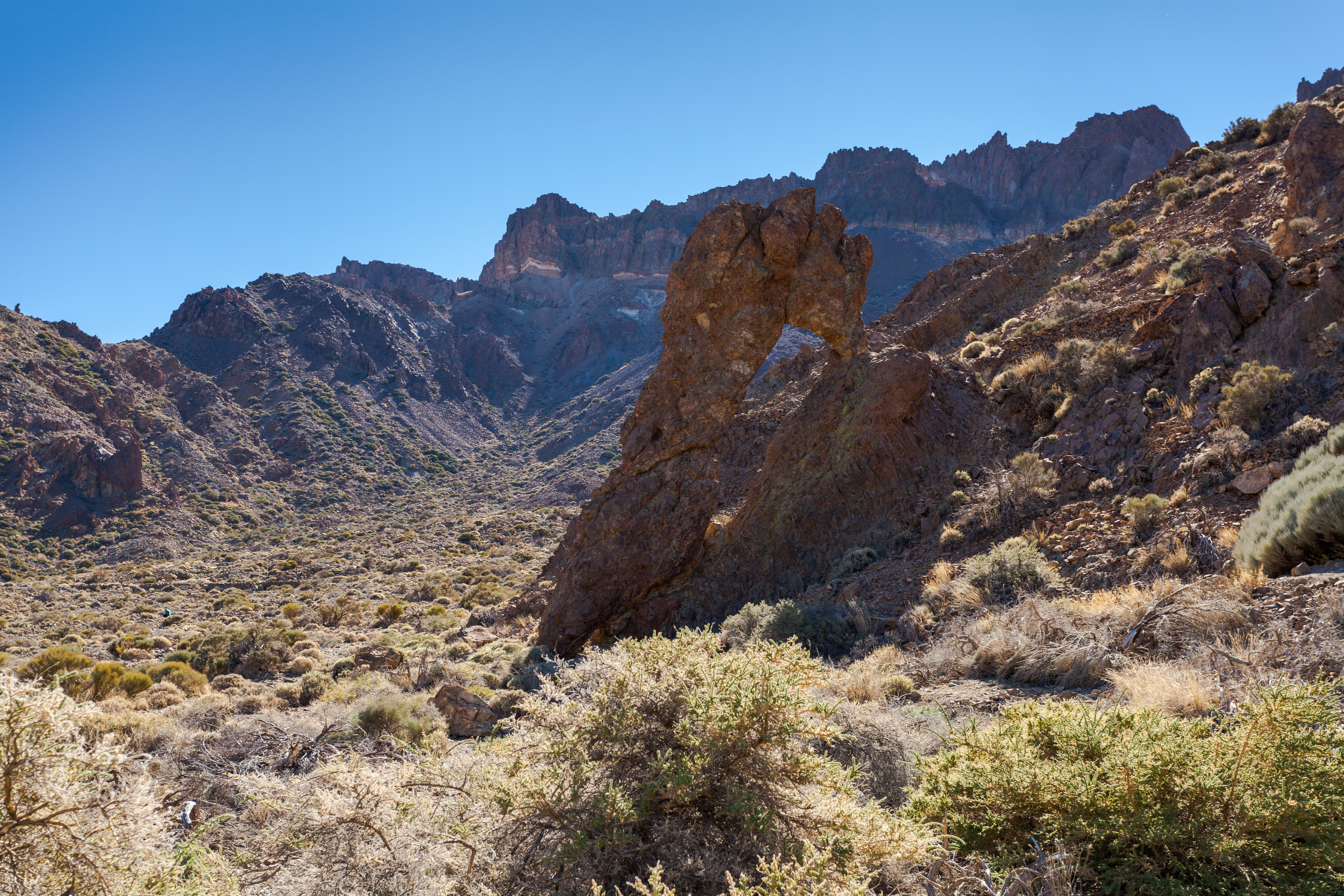
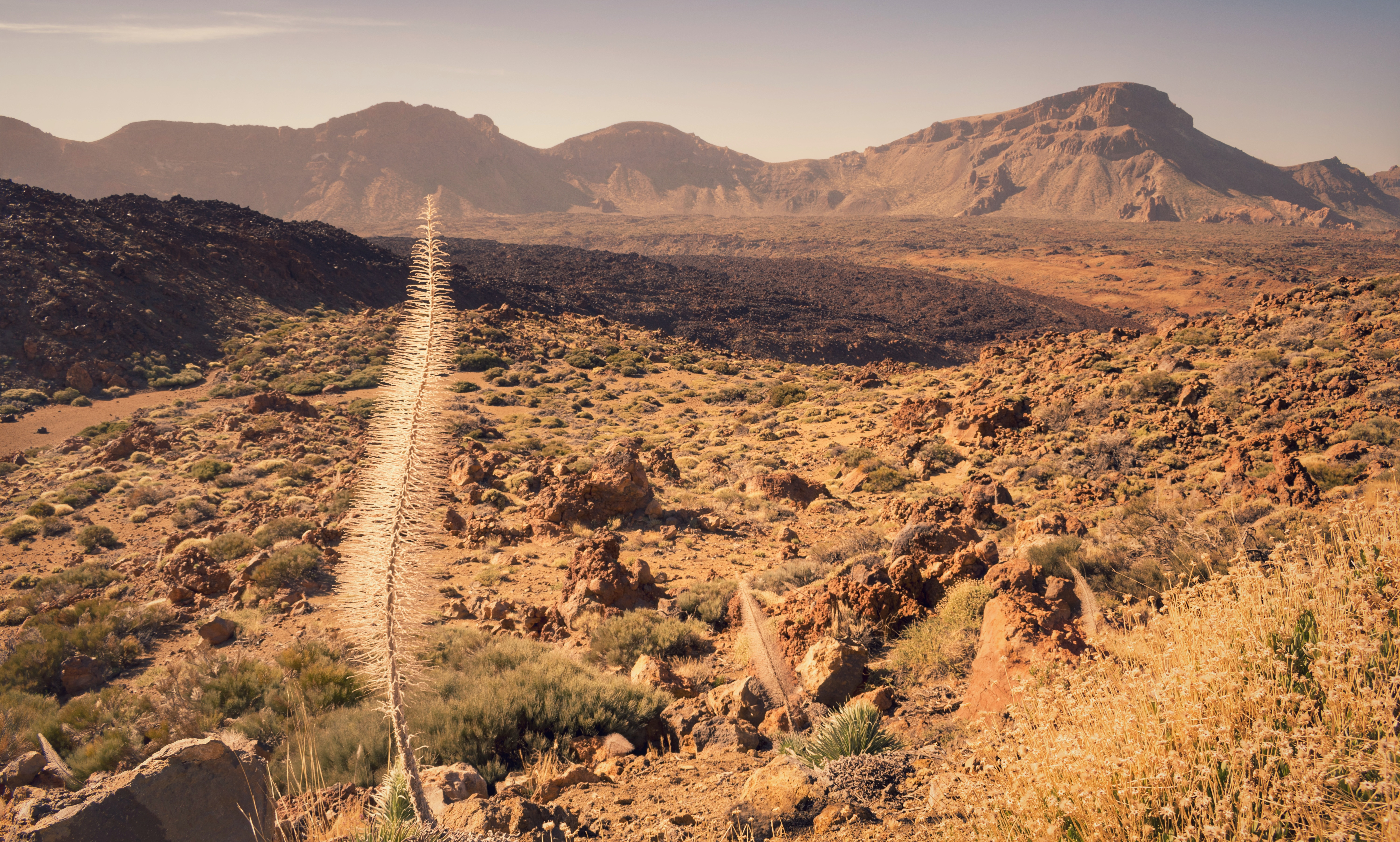
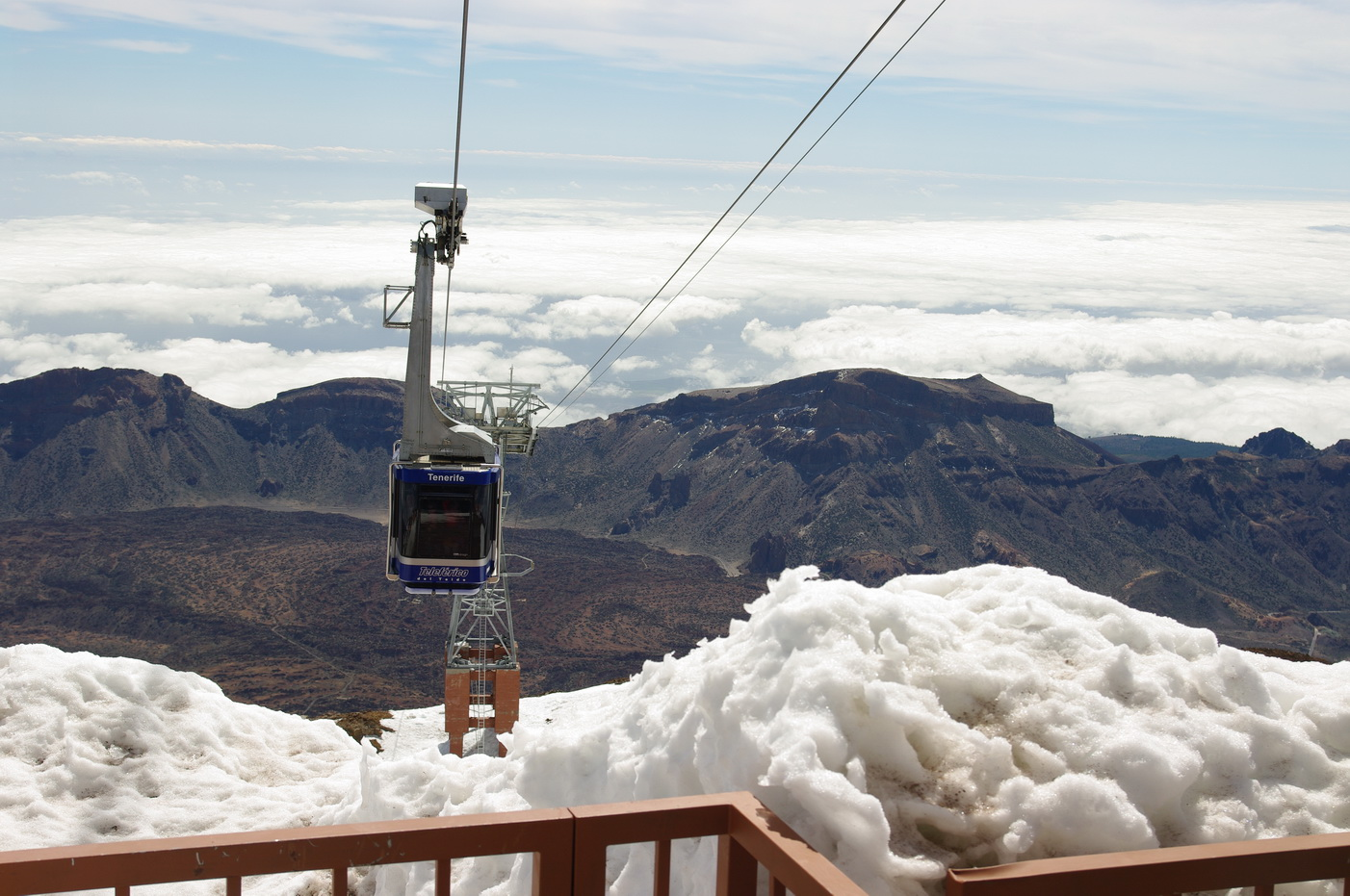